# Айя Нея
Айя Нея (справжнє ім'я Ольга Коваль) — українська письменниця, науковець, блогерка та книжкова оглядачка, авторка інді новел, колекціонерка міфів, казок та містичних історій. 
У своїх творах поєднує елементи фентезі, містики, альтернативної історії, горору, романтики та пригод. За освітою юрист, кандидатка юридичних наук, доцентка. 
Веде книжковий блог @aya.neia у Інстаграмі та міфологічний тікток @aya.neia.

## Життєпис
Айя Нея (Ольга Коваль) народилася в Україні у місті Києві. Вищу освіту здобула у Києві. Закінчила Київський національний університет імені Тараса Шевченка юридичний факультет.
Працює з 2015 року в Київському національному університеті технологій та дизайну.
Мешкає у Києві.
Свою першу казку вона записала ще у віці п'яти років у чорному зошиті після перегляду серіалу «Качині історії». Згодом почала створювати фентезі саги та фантастичні твори. Перший опублікований твір з'явився у 1999 році — це був короткий дитячий нарис у шкільному альманасі..⠀
У 2018 році вона створила свій сайт та завантажила туди перші містичні оповідання . З 2019 року активно публікується у колективних збірках та викладає твори на великих онлайн платформах (GooglePlay, Amazon, Аркуш). 
У 2020 році авторка опублікувала свої перші самостійні книги. Дебютувала авторка у видавництві "БукБанда" із книгою "Норд Велика Зима". Герої "Норд" - це діти селища Борре, у яке прийшло Дике Полювання. Вони мають врятувати друзів та родини, подорожуючи Дев'ятьма Світами. Авторка намагається донести до читача ідею про силу дружби, важливість сімейних цінностей та віру в себе, навіть у найтемніші часи.
Авторка захистила дисертацію у 2012 році. З 2014 року викладає правові дисципліни у вищому освітньому закладі (ІПСТ КНУТД). Періодично проводить відкриті лекції чи курси з авторського права та права інтелектуальної власності для творчих та креативних індустрій. На Фейсбуці веде блог присвячений авторському праву.  
У 2020 році разом із  талановитими друзями-ентузіастами: Яцута Леся, Ян Браз, Татія Ковіц, Олі Гнатс, Івасик Анатоль, Аві Делмоніко, Зоряна Безодня, Анна Стадник та ін.) заснувала літоб'єднання, в житті якого бере активну участь. 
У 2023 році спільно з Книжковим Феніксом - книжковим блогером з Одеси та редактором журналу "NoName" Айя відкрила книжковий клуб "Авеін". А в 2024-му спільно з букблогеркою Ганною Жук відкрила інстаграм-крамничку книжкового мерчика "Іфіра".

## Творчість
Айя Нея захоплюється міфологією, містицизмом, філософією та таємними символами. Її твори сповнені глибинного дослідження  міфів різних народів світу та символізму.

### Публікації
- «Звиродніння» (оповідання, «Антологія сучасної новелістики та лірики України-2019»)
- «Печериці» (оповідання, опубліковано у 2020 році)
- «Карма» (оповідання, збірка «Місто Спогадів», 2020 рік)
- «Ренегат» (оповідання, збірка «HyperJump», 2020 рік)
- «Плюшеве серце» (оповідання, збірка «Різдвяний шепіт», 2021 рік)
- «Прощенна» (оповідання, збірка «Хроніки Уламків», 2021 рік)
- «Ім'я тіні» та «Подвійник» (оповідання, 2024 рік)

### Книги
- «Норд: Велика Зима» (перша книга трилогії), 2021 рік
- «Крила Остари: Прощена», 2022 рік
- «Норд:Вік Вовка. Том 1» (друга книга трилогії), 2023 рік
- «Норд:Вік Вовка. Том 2» (друга книга трилогії, другий том), 2024 рік